# Charles James Hargreave
Charles James Hargreave (* 4. Dezember 1820 in Wortley (West Yorkshire) nahe Leeds; † 23. April 1866) war ein britischer Richter und Mathematiker.
Hargreave war der Sohn eines Wollfabrikanten und studierte Jura am University College London. 1843 wurde er dort Juraprofessor und 1844 als Anwalt zugelassen. 1849 regelte er Richter am Encumbered Estates Court in Dublin, wo die Grundstücksbesitzrechte von Farmern abgewickelt wurden, die nach den großen Hungersnöten in Irland zahlungsunfähig waren. 1858 wurde das Gericht nach Machtübernahme der Konservativen als Landed Estate Court dauerhaft etabliert und Hargreave wurde einer der Richter.
1852 wurde er Queen’s Counsellor.
Er veröffentlichte auch mathematische Arbeiten unter anderem über lineare Differentialgleichungen, Auflösung algebraischer Gleichungen, Differenzenkalkül, Zahlentheorie, das Dreikörperproblem, Versicherungsmathematik.
1844 wurde er Fellow der Royal Society, deren Royal Medal er 1848 erhielt. 1852 wurde er Ehrendoktor (LLD) der Universität Dublin.

## Schriften
- An Essay on the resolution of algebraic equations, 1866